# Pyongyang Arena

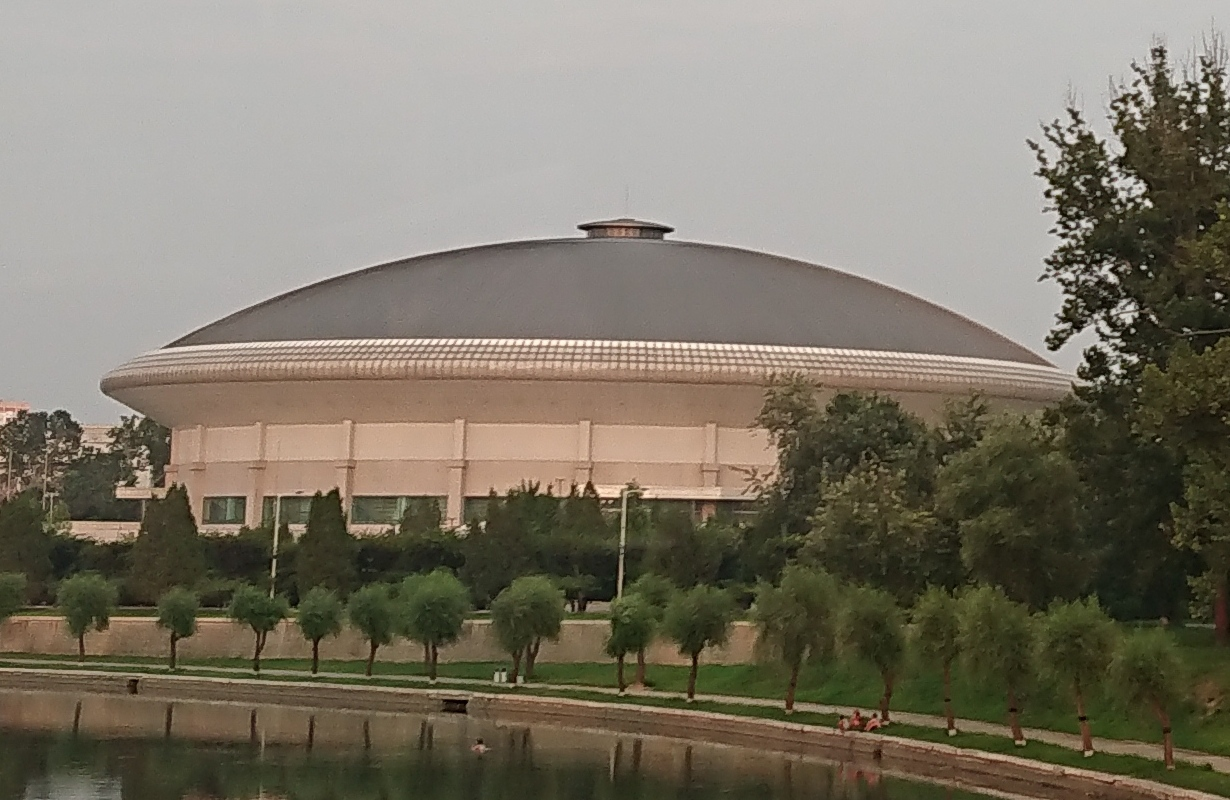
Dachkonstruktion der Pyongyang Arena

Die Pyongyang Arena (류경정주영체육관), auch Ryugyong Jong Ju Yong Indoor Stadium oder Ryugyong Chung Ju-yung Gymnasium genannt, ist eine 2003 eröffnete Sporthalle, in der zumeist Basketballspiele abgehalten werden. Daneben finden noch weitere sportliche und kulturelle Veranstaltungen statt. Insgesamt bietet die Indoor-Arena Platz für 12.309 Zuschauer.

## Geschichte
Der Bau begann im Juni 2000 und wurde im Oktober 2003 abgeschlossen. Die Idee zur Errichtung einer modernen Sportarena in Pjöngjang entstand während des Gipfeltreffens zwischen Nordkorea und Südkorea im Juni 2000. Das Projekt wurde vor allem von Kim Jong-il und Chung Ju-yung (ehem. Eigentümer der Hyundai Group) vorangetrieben. Die Halle befindet sich im Stadtbezirk Pot’onggang-guyŏk neben dem Ryugyŏng Hot’el.
In den internationalen Fokus rückte der Ort durch ein Basketballspiel zwischen den Harlem Globetrotters und der nordkoreanischen Basketballnationalmannschaft, welches von Kim Jong-un und Dennis Rodman besucht wurde. Das Spiel endete unentschieden mit 110:110. Ausgetragen wurde es am 28. Februar 2013.